# Yıldız Moran
Yıldız Moran (Istanbul, 24 juillet 1932 - Istanbul, 15 avril 1995) est photographe, traductrice et lexicographe turque.

## Biographie
Née en 1932 dans une famille d'intellectuels d'Istanbul, son oncle Mazhar Sevket Ipsiroglu, historien d'art l'encourage à se diriger vers le métier de la photographie  . Quand elle a 18 ans, elle part en formation en Angleterre. Elle y poursuit ses études au London College Technique puis à Ealing.
Elle fait la connaissance du photographe du Old Vic Theater, John Vickers, qui l'embauche comme assistante. Elle réalise sa première exposition de photographie en 1953, à Cambridge à l'âge de 21 ans. Elle expose ensuite à Londres, à Istanbul, Ankara et Edimbourg. Yıldız Moran prend des photos lors de ses visites dans les autres pays comme l'Espagne et le Portugal. Quand elle retourne en Turquie en 1954, à Beyoğlu, elle  loue un studio à l'étage supérieur de la galerie d'Art Maya pour pouvoir y exposer ses œuvres.
Durant son séjour en Turquie, elle réalise les portraits de personnalités célèbres comme Cemal Gürsel ou Muhsin Ertuğrul. Ses œuvres photographiques portent aussi sur le thème de l'Anatolie.
En 1963, après son mariage avec le poète Özdemir Asaf, elle cesse sa carrière de photographe professionnelle.  Elle a trois enfants en quatre ans. Elle commence une carrière de traductrice et lexicographe. Elle traduit les poèmes d'Özdemir Asaf en anglais. Celui-ci décède en 1981. En 1982, elle travaille en tant que membre honoraire à l'Université des beaux-arts Mimar-Sinan.
Les œuvres de Yıldız Moran ont été présentées dans une grande rétrospective en 2013, au Musée Pera sous le titre  Intemporel Photos.
Yıldız Moran, s'est exprimée sur elle et sur la photographie, en disant : « L'appareil photo doit être une partie de votre existence ; il ne doit pas être une barrière entre vous et le sujet. Toute chose qui a un coté poétique est l'objet de la photographie d'art, mon seul but était de prendre des photos contenant le concept de l'Universel à travers la photographie » ,.

## Expositions
- Yıldız Moran: A Mountain Tale, İstanbul Modern, Istanbul, Turquie, 2019[6],[7],[8],[9]
- Timeless Photographs, AKS, 2017, Antalya, Turquie, 2017
- Find Me, Aksanat, Istanbul, 2017
- Timeless Photographs, FotoIstanbul, Istanbul, 2016
- People Attract People, The Istanbul Museum of Modern Art, Istanbul, 2016
- Focus: Turkey, Landskrona Center for Contemporary Art, Landskrona, Suède, 2014
- Timeless Photographs, Pera Museum, Istanbul, 2014
- In what language shall I tell you my story, Stedelijk Museum, Schiedam, Pays-Bas, 2012
- Untitled – Solo, 12th İstanbul Biennial, Istanbul-Turkey, 2011
- Turkish Realities, Fotografie Forum, Franvfort, Allemagne, 2008
- In Memory of Yıldız Moran – Vintage Prints, 4th Ankara Photography Days, Ankara, 2004
- Retrospective – Vintage Prints, Adam Arthouse, Istanbul, 1998
- Lands and People of Anatolia, Beyoğlu Art Gallery, Istanbul, 1970
- The Life, People and Landscapes of Turkey British Council Center, Edinburgh, 1962
- Retrospective, Centre culrurel germano-turc, Istanbul, 1960
- Retrospective, Moderno, Istanbul, 1957
- Landscape: Europe & Turkey, Sanatsevenler Kulübü, Ankara, 1955
- Lands and Peoples of Europe, The Camera Club, Londres, 1954
- Solo Exhibition, The YWCA Central Club, Londres, 1954
- Lands and Peoples of Europe, The Camera Club, Londres, 1953
- Solo Exhibition, Trinity College, Cambridge, 1953